# 红领巾 (2011年电影)
《红领巾》是2011年8月1日在土豆网推出的一部电影短片，是其导演向歌电影电视学专业的毕业作品。该作品因被许多网友认为生动反映了“媚官”和“拼爹”的社会现象，在网络迅速爆红，5天内点击量突破150万，并在人人网、QQ、新浪博客、新浪微博等处广泛分享。

## 剧情
主角张小明（曾庆宏饰）是抗美援朝烈士张援朝同志之孙，因早读偷看漫画被身为大队长的同桌（罗慧妍饰）发现并报告班主任（祁琪饰），其红领巾被没收。其后张小明自尊心受到严重打击，处处遭人白眼，并被认为是劣等生。后来他因购买大量红领巾被班主任得知，被叫去操场罚站。过程中张小明被学校的混混胁迫，被逼爬上旗杆，不慎拽住国旗摔下受伤。班主任前去医院进行批评教育，后知道张小明父亲是教育局局长，班主任马上改口，当着其父的面夸赞张小明。后来，张小明被塑造成品学兼优的护旗英雄，不仅拿回了红领巾，其所在的班级还获得流动红旗。但是张小明故态未改，仍在早读时看漫画书，再次被同桌大队长打小报告。但此时班主任不但没有批评张小明，反倒扯掉了大队长身上的红领巾，称其不专心读书，并斥其污蔑“护旗卫士”张小明。此时张小明的脸上露出了邪恶的笑容。

## 评价
一些网友认为，这部片子反映了现实的中国。尤其是当张小明作为教育局长的父亲出现后，老师的态度从原先的批评变成了阿谀奉承，让人觉得仿佛是整个社会的缩影，因此此片被认为是讽刺社会阴暗面的片子。但是导演向歌回应，他觉得此片挺“主旋律”，并没有想要讽刺，只是想拍一部引起童年回忆的影片。